# Abraham Diepraam
Abraham Diepraam ou Abraham Diepraem (1622, Rotterdam - 1670, Rotterdam) est un peintre néerlandais du siècle d'or. Il est connu pour ses peintures de portraits, de scènes d'intérieur, et de scènes paysannes.

## Biographie
Abraham Diepraam est né en 1622 à Rotterdam aux Pays-Bas et y est baptisé le 23 janvier 1622.
Il étudie la peinture auprès du peintre sur verre H.P. Stoop à Utrecht et du peintre Hendrick Martensz Sorgh à Rotterdam. Après un voyage en France, il retourne vers les Pays-Bas et devient l'élève de Adriaen Brouwer à Anvers, qui influencera fortement son style.
Il enseigne la peinture à Matthijs Wulfraet.
Il meurt en 1670 à Rotterdam et y est enterré le 16 juillet 1670.

## Œuvres
- La buvette[2], Rijksmuseum, Amsterdam